# Polyrhachis hemiopticoides
Polyrhachis hemiopticoides é uma espécie de formiga do gênero Polyrhachis, pertencente à subfamília Formicinae.